# Selección femenina de balonmano de Alemania Democrática
La selección femenina de balonmano de Alemania Democrática representó al antiguo país de Alemania Oriental en competiciones internacionales de balonmano femenino por equipos. El equipo ganó el Campeonato Mundial de Balonmano Femenino en tres ocasiones, en 1971, 1975 y 1978.

## Participaciones

### Juegos Olímpicos
- 1976:
- 1980:

### Campeonato mundial
- 1971:
- 1973: 9°
- 1975:
- 1978:
- 1982: 4°
- 1986: 4°
- 1990: